# Eduardo Souto de Moura
Eduardo Souto de Moura (n. Oporto, 25 de julio de 1952) es un arquitecto portugués, ganador del premio Pritzker 2011 , con un trabajo estrechamente vinculado al de los también portugueses Álvaro Siza y Fernando Távora, quienes son sus mentores. 
En 1980, se diplomó en arquitectura en la Escuela Superior de Bellas Artes de Oporto, donde se destacó como catedrático de 1981 a 1991. Ha sido docente invitado en las universidades de París-Belville, Harvard, Dublín, Navarra, Zúrich y Lausana. Tras la colaboración en el estudio de Álvaro Siza entre 1974 - 1979, estableció su propio despacho laboral en 1980. En el año 2011 fue galardonado con el prestigioso Premio Pritzker de arquitectura, y en 2013 el Premio Wolf de las Artes.

## Obras

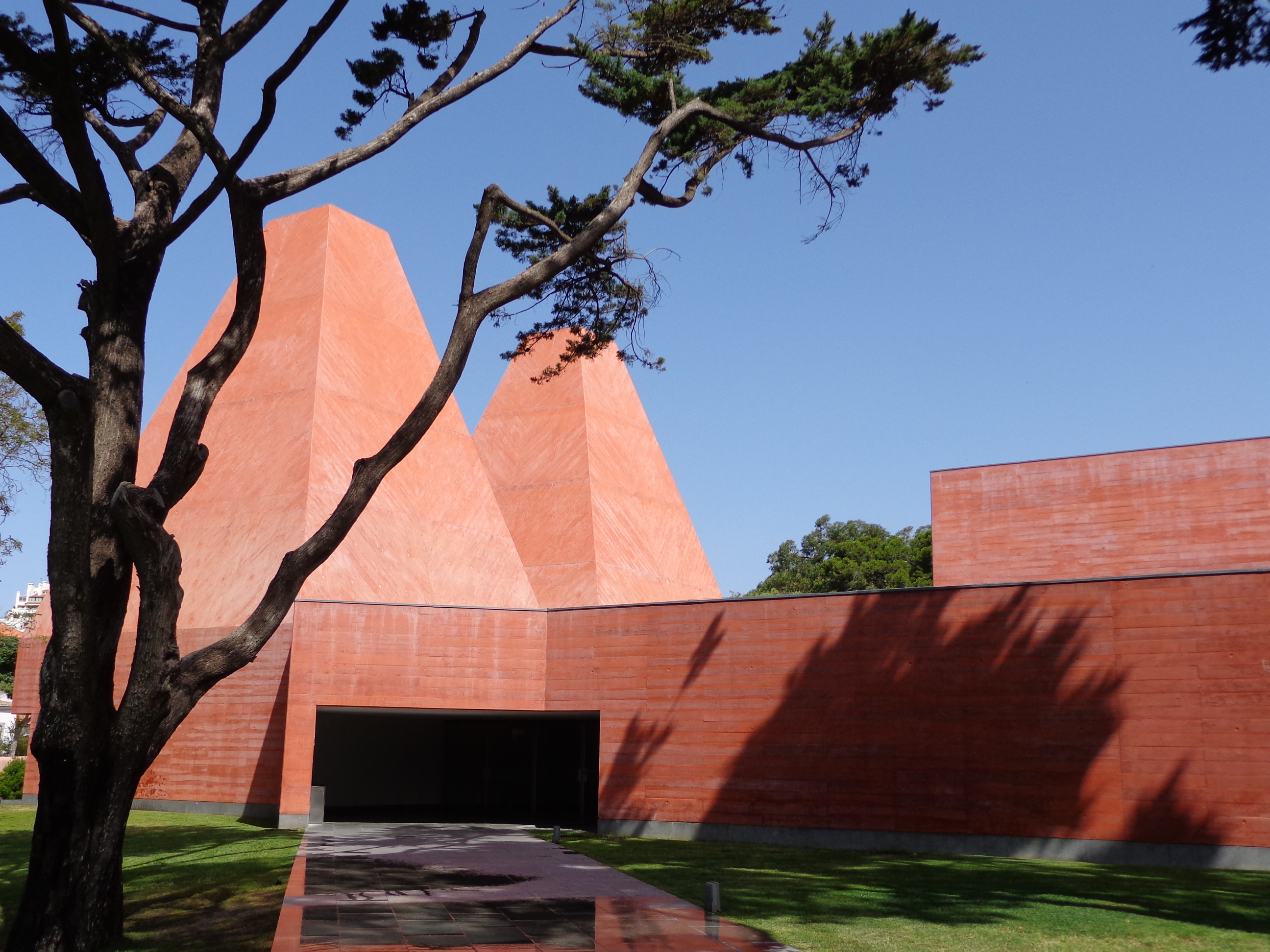
Casa das Histórias Paula Rego, Cascais